# 空の怪物アグイー
「空の怪物アグイー」（そらのかいぶつアグイー）は、大江健三郎の短編小説である。本作は息子の大江光に触発されて書かれた作品のひとつである。『個人的な体験』と同じく知的な障害を持つ子供の誕生をテーマにしながらも、全く逆の結末を迎える。

## あらすじ
10年前、僕は大学に入ったばかりで、アルバイトを探していたところ、伝手を頼ってとある銀行家に面接に行った。銀行家は「息子の『D』（少しばかり有名で雑誌にも載ったことのある音楽家）に「怪物」が憑いていて仕事を投げ出して家にばかり居る。今息子が何処かに出かけたいという時には付いて行って欲しいのだ」と語る。Dは、「あれ」は昼間晴れた日に空から降りて来る、あれはいつもは空に浮遊しているものだと語る。そしてDは、僕にあれが降りてきている間、僕は不思議そうにせずに自然にしている様に注文した。D附きの看護士に問い詰めると、その怪物はカンガルー程の大きさの赤ん坊で、「アグイー」という名前だと聞く。その後僕は、Dに頼まれた通りDの元妻を訪ねた時、その赤子が脳ヘルニアと誤診され、殺してしまったのだと言う。解剖に回した後、頭の大きな瘤はヘルニアではなく、畸形腫だと判明したのだった。Dと僕は様々な場所を訪れた。僕は何時の間にかこの仕事に愛着を覚えていた。
その年の12月24日、銀座に出掛けた時に僕はDに腕時計を贈られた。交差点で信号を待っていた時、不意にDは叫び声を上げてトラックの間に飛び込んだ。病室の外で僕は唐突にDが自殺をするつもりで奇病を装っていたのではなかったか？　僕は結局Dの自殺をする為だけに雇われたのではないか？　という考えに至る。翌日の夕刊で僕はDの死を知った。この春、僕はある一群の子供たちに石を投げつけられ、右目に当たった。血が滴る中、僕は突然、懐かしい「あれ」の存在を感じ、子供たちへの憎悪から解放されたのだった。「さよなら、アグイー」と僕はつぶやいた。

## 出版
- 『空の怪物アグイー』（新潮文庫、ISBN 4-10-112607-0）

表題作の初出は『新潮』1964年1月。
- 『大江健三郎自選短篇』（岩波文庫、ISBN 9784003119716）

「空の怪物アグイー」を含む全作品に加筆修正が施され収録された。

### 収録作品

#### 『空の怪物アグイー』
- 不満足（1962年5月）
- スパルタ教育（1963年2月）
- 敬老週間 （1963年6月）
- アトミック・エイジの守護神（1964年1月）
- 空の怪物アグイー（1964年1月）
- ブラジル風のポルトガル語（1964年2月）
- 犬の世界（1964年8月）

#### 『大江健三郎自選短篇』
- 奇妙な仕事（1957年5月、「東京大学新聞」[1]）
- 死者の奢り（1957年8月、「文學界」[1]）
- 他人の足（1957年8月、「新潮」[1]）
- 飼育（1958年1月、「文學界」[1]）
- 人間の羊（1958年2月、「新潮」[1]）
- 不意の唖（1958年9月、「新潮」[1]）
- セヴンティーン（1961年1月、「文學界」[2]）
- 空の怪物アグイー（1964年1月）
- 頭のいい「雨の木（レイン・ツリー）」（1980年1月、「文學界」[3]）
- 「雨の木（レイン・ツリー）」を聴く女たち（1981年11月、「文學界」[3]）
- さかさまに立つ「雨の木（レイン・ツリー）」（1982年3月）
- 無垢の歌、経験の歌（1982年7月）
- 怒りの大気に冷たい嬰児が立ちあがって（1982年9月）
- 落ちる、落ちる、叫びながら……（1983年1月）
- 新しい人よ眼ざめよ（1983年6月）
- 静かな生活（1990年4月）
- 案内人（ストーカー）（1990年5月）
- 河馬に嚙まれる（1983年11月）
- 「河馬の勇士」と愛らしいラベオ（1984年8月）
- 「涙を流す人」の楡（1991年11月）
- ベラックヮの十年（1988年5月）
- マルゴ公妃のかくしつきスカート（1992年2月）
- 火をめぐらす鳥（1991年7月）